# Kośmin (województwo mazowieckie)
Kośmin – wieś sołecka w Polsce, położona w województwie mazowieckim, w powiecie grójeckim, w gminie Grójec, nad rzeką Jeziorka.
| SIMC    | Nazwa  | Rodzaj    |
| ------- | ------ | --------- |
| 0622262 | Drozdy | część wsi |

Wieś szlachecka Kośmino położona była w drugiej połowie XVI wieku w powiecie grójeckim ziemi czerskiej województwa mazowieckiego.
W 1593 Kośmin zakupiony został przez Barbarę Woroniecką - nieślubną córkę króla Zygmunta II Augusta i Barbary Giżanki za ufundowany przez Koronę posag. Znajduje się tutaj dwór z końca XIX wieku. W XIX i XX wieku dziedzicami dóbr kośmińskich byli Czekanowscy. Od XX. wieku majątek jest w posiadaniu rodziny Rowickich. 
Przez Kośmin przebiega trasa Piaseczyńskiej Kolei Wąskotorowej. W latach 1975–1998 wieś administracyjnie należała do województwa radomskiego.